# Domingos Dutra
Domingos Francisco Dutra Filho, mais conhecido como Domingos Dutra (Buriti, 20 de março de 1956), é um advogado e político brasileiro. Formado em Direito pela Universidade Federal do Maranhão, é filiado ao Partido dos Trabalhadores. 

## Dados biográficos
Formado em Direito pela Universidade Federal do Maranhão,  atuou como professor em escolar da capital e foi advogado do Sindicato dos Trabalhadores Rurais e da Comissão Pastoral da Terra em Alcântara, MA (1983-1984); da Cáritas Brasileira em São Luís (1985-1986) e do Sindicato dos Motoristas de São Luís  (1987).
Membro fundador do Partido dos Trabalhadores, presidiu o diretório do PT em São Luís e no Maranhão. Disputou a eleição para vereador de Paço do Lumiar em 1988, obtendo a suplência. Em 1990, elegeu-se deputado estadual com 6.788 votos. Em 1994, foi eleito deputado federal, com 39.607 votos.
Compôs como vice-prefeito de Jackson Lago, de quem sempre foi aliado, a chapa vencedora na eleição municipal de São Luís em 1996, tendo que renunciar ao mandato de deputado federal em 31 de dezembro de 1996 para assumir o cargo.
Foi candidato a vereador de São Luís em 2000, porém só obteve a suplência. 
Elegeu-se novamente deputado estadual em 2002, com 14.415 votos.
Em 2006, foi eleito deputado federal e se reelegeu para o cargo em 2010.
Foi relator da Comissão Parlamentar de Inquérito (CPI) que investigou o sistema carcerário brasileiro entre 2007 e 2008.
Durante sua trajetória política, é notória a sua posição política de oposição à família Sarney, a quem acusa de massacrar o povo do estado do Maranhão, de iludir a população pelo uso abusivo dos meios de comunicação e de estar constantemente envolvida em desvios de verbas e corrupção. Domingos Dutra publicou um livro intitulado O Camaleão, que trata dos escândalos da família Sarney e da cassação, segundo ele, forjada do governador Jackson Lago em 2009.
Em junho de 2010, iniciou uma greve de fome junto a Manoel da Conceição contra a determinação do diretório nacional do PT que revogou a decisão estadual de apoio à candidatura de Flávio Dino ao governo do estado e aprovou o apoio à candidatura de Roseana Sarney.
Em 2013, deixou o PT, por discordar da aliança do partido com o governo de Roseana Sarney.
Em 2014, solicitou intervenção federal na Secretaria de Segurança Pública do Maranhão para conter a crise que se instalou no sistema prisional do estado.
Filiou-se ao Solidariedade, e concorreu novamente ao cargo de deputado federal nas eleições de 2014, mas não obteve êxito.

## Prefeito de Paço do Lumiar
Nas eleições de 2016, filiado ao PCdoB, do governador Flávio Dino, foi eleito com mais de 15 mil votos  (32,96% dos votos), prefeito da cidade de Paço do Lumiar, pela coligação Vai dar Certo, formada pelo PCdoB, PTC, PEN, SD e pela REDE.
Em julho de 2019, sofreu um AVC (acidente vascular cerebral) e teve de se afastar a prefeitura, que foi assumida pela vice-prefeita Paula Azevedo até o fim do mandato.
Em agosto de 2021, anunciou o retorno ao Partido dos Trabalhadores.

## Projetos de lei
Domingos Dutra autor do projeto de lei nº 2.230 de 2011 que institui o Estatuto Penitenciário Nacional que dentre outras ações previa o direito nacional aos reclusos e obrigações às penitenciárias. Após duras criticas, Domingos Dutra abandonou o projeto, que arquivado.